# Athens (Alabama)
 Denne artikel omhandler byen Athens (Alabama). Der er også andre byer med dette navn, se Athens.
Athens er en by i den nordlige del af staten Alabama i USA. Byen er administrativt centrum i det amerikanske county Limestone County og har 25.406 (2020, 2020) indbyggere. Den blev grundlagt den 19. november 1818 .